# 宗王出鎮
宗王出鎮是魏晉南北朝、隋朝以及元朝時期朝廷派遣同姓諸侯王前往地方掌管軍政大權的制度。
早在曹魏末年，司馬炎就派遣同姓宗族擔任地方都督。西晋建立后，司馬炎有感於曹魏宗室衰弱，政權被司馬家族輕易奪取，在其統治末年，派遣同姓諸侯王出任各地的都督，例如秦王司馬柬都督关中，楚王司馬玮都督荆州、淮南王司馬允都督江、扬二州、汝南王司馬亮都督豫州。晉惠帝即位后，梁王司马肜、赵王司馬伦、河间王司马颙先后出镇关中，成都王司馬颖出镇邺。結果出鎮地方的諸侯王利用手中的軍政權力互相攻訐，釀成了八王之亂。但出鎮江東的司馬睿在晉愍帝被俘虜後在江東稱帝，延續晉朝的統治，這是宗王出鎮的積極一面。
東晉時期，門閥勢力強盛，地方軍政大權反被門閥把持。例如荊州僅在东晋末年才由司馬家族的司馬休之控制。刘裕掌握東晉政权消滅司馬休之後，再次派遣大量同姓宗族出镇地方，這一舉措一直沿用至劉宋建國後。
北周末年，大權旁落外戚楊堅手中。尉迟迥深感北周危難，於是發動叛亂反對楊堅，但最終被韦孝宽平定。之後杨坚让世子杨勇出任洛州总管。杨坚在奪取北周建立隋朝後，同樣認為北周因宗室勢弱導致覆滅，於是派遣諸侯王前往地方執掌地方军权。开皇元年(581年)，任命晋王杨广為并州总管。开皇二年(582年)，楊堅任命秦王杨俊领关东兵，蜀王杨秀总管二十四州军事。
元朝建立后，忽必烈恢復前代的宗王出鎮制度，派遣北平王那木罕、宁远王阔阔出出镇漠北，安西王忙哥剌出镇京兆及察罕脑儿，西平王奥鲁赤出镇吐蕃，云南王忽哥赤出镇云南。脱欢、阿只吉、朮伯、甘麻剌、铁穆耳等分別出镇江淮、河西、漠北、辽东。